# Galeta de mantega
Els bescuits de mantega, coneguts també com a bescuits danesos, són uns bescuits sense llevat fets de mantega, farina i sucre. Sovint es classifiquen com a "bescuits cruixents" per llur textura, causada en part per la gran quantitat de mantega i sucre que contenen. Normalment cal refredar-ne la pasta abans de poder manipular-la. En llur forma més bàsica no tenen cap aromatització, però sovint s'aromatitzen amb vainilla, xocolata i coco, o es cobreixen de sucre. La forma varia (de cercle, de quadrat, d'oval, d'anell, de pretzel), tal com l'aparença (simple, jaspiada, a quadres). Mitjançant una mànega de pastisseria se'n poden fer en formes recaragolades. En algunes parts del món, com ara els països europeus i Amèrica del Nord, els bescuits de mantega s'acostumen a servir pels volts de Nadal.
Són famosos el bescuits de mantega produïts a Dinamarca, que es venen en capses metàl·liques i s'exporten a altres països.